# Lipany
Lipany, jusqu'en 1948 : Lipiany (allemand : Siebenlinden, hongrois : Héthárs, latin : Septemtiliae), est une ville de la région de Prešov en Slovaquie, dans la région historique de Šariš.

## Géographie
La ville est située sur la rivière Torysa.

## Histoire
Première mention écrite de la ville remonte à 1312.

## Galerie

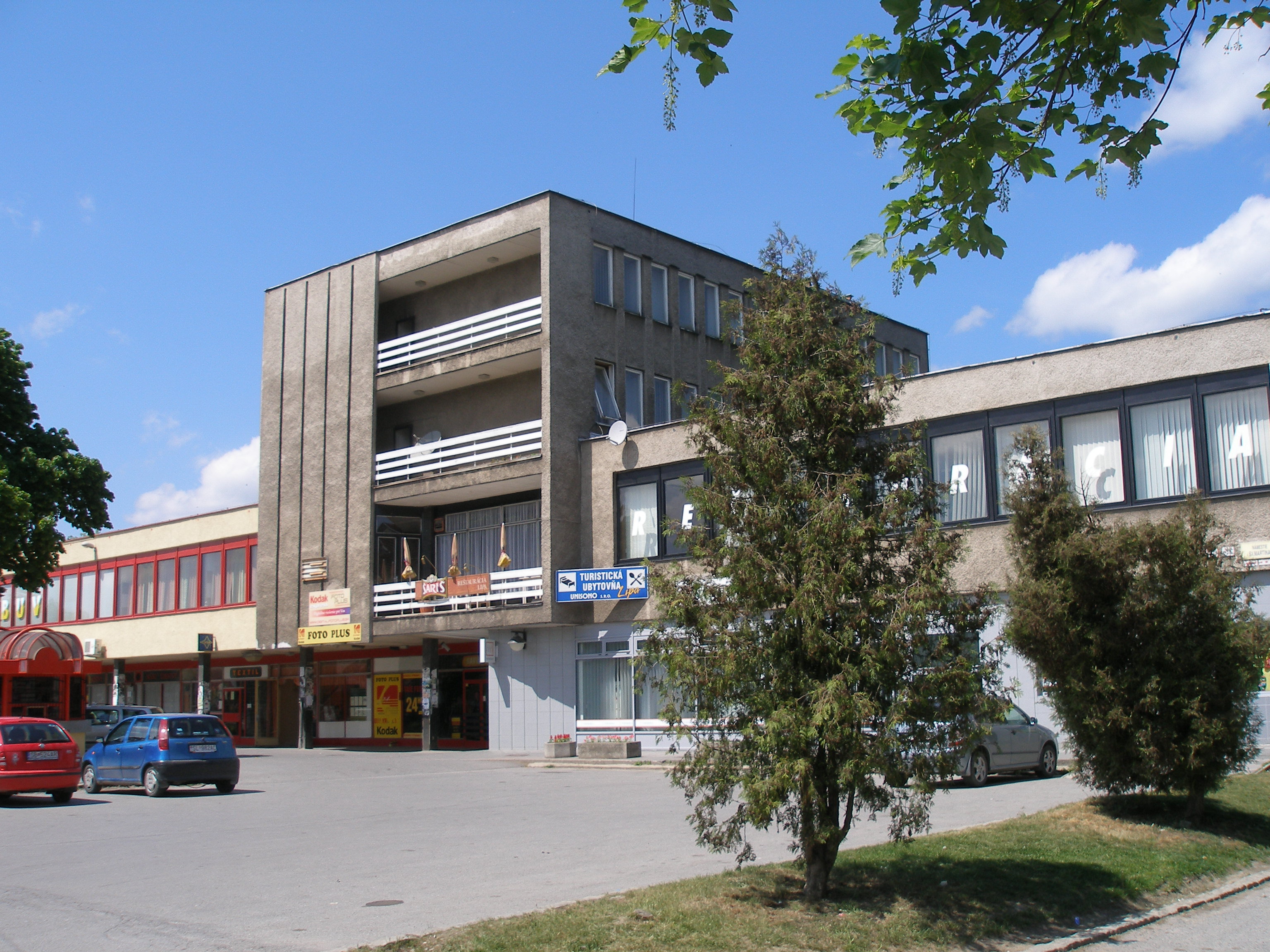
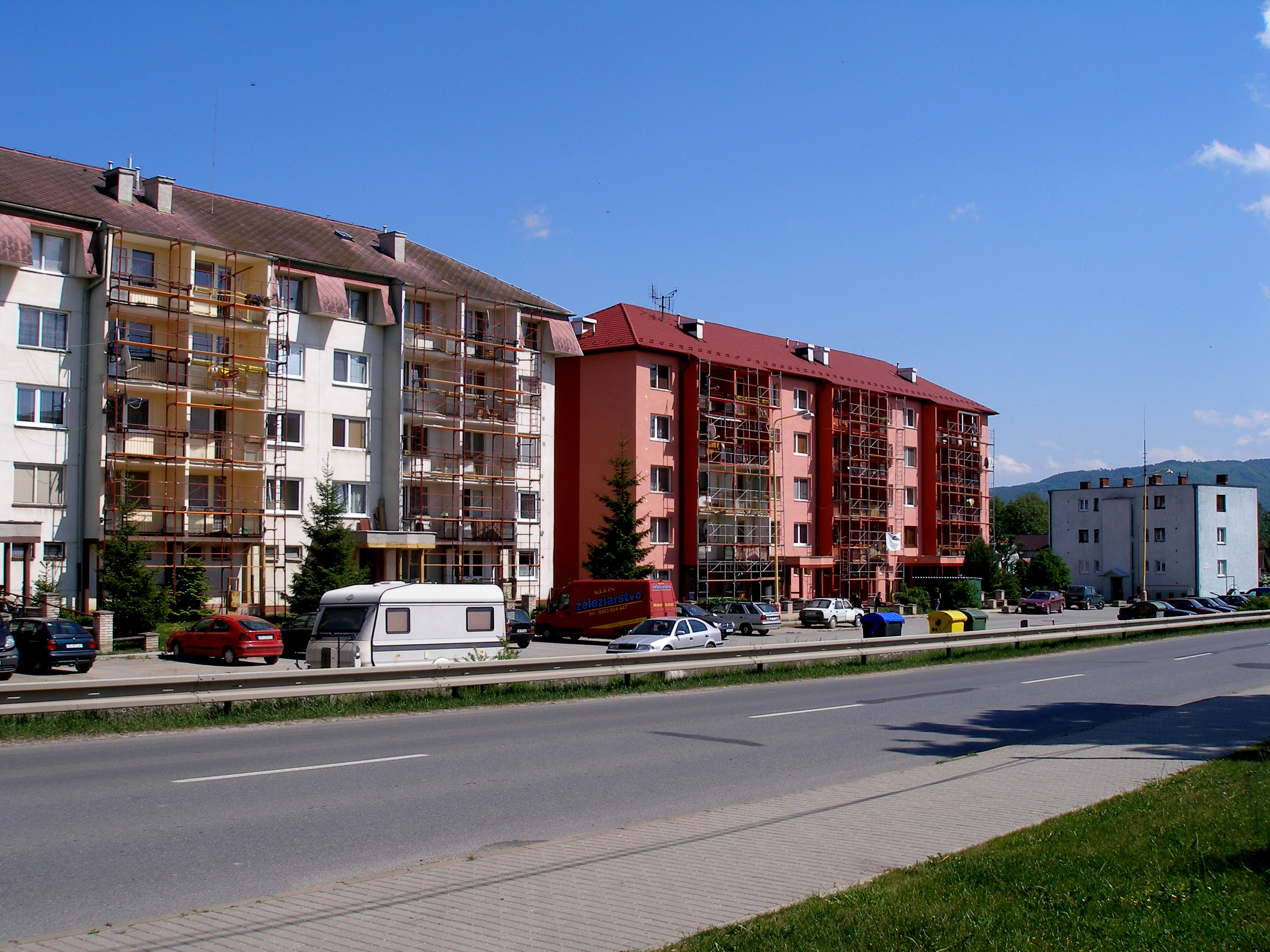

## Démographie

### Évolution de la population
| Année:               | 1994. | 2004.   | 2014.   | 2024.   |
| -------------------- | ----- | ------- | ------- | ------- |
| Nombre de personnes: | 5800  | 6302    | 6422    | 6450    |
| Différence:          |       | +8,65 % | +1,90 % | +0,43 % |

| Année:               | 2023. | 2024.   |
| -------------------- | ----- | ------- |
| Nombre de personnes: | 6451  | 6450    |
| Différence:          |       | -0,01 % |

## Quartiers
- Petrovenec
- Gľace
- Hija

## Jumelages
- Piwniczna-Zdrój (Pologne)
- Muszyna (Pologne)
- Strzyżów (Pologne)
- Fajsławice (Pologne)
- Jasło (Pologne)
- Khoust (Ukraine)